# キャッチ=22
『キャッチ=22』（Catch-22）は、20世紀アメリカの小説家ジョセフ・ヘラー（1923年 - 1999年）が1961年に発表した長編小説。日本では古くは『軍規二二号』とも訳されていた。
第二次世界大戦中、地中海の小島に駐留するアメリカ空軍基地を舞台に、混沌と不条理が渦巻く世界をグロテスクなまでに誇張して描いた作品。
ヘラーの長編小説第1作であり、戦争を批判的に描きつつ、彼の持ち味であるブラックユーモアがことのほか精彩を放つ代表作でもある。本作はベストセラーとなり、無名のヘラーを一躍大家の地位に押し上げた。
1970年にマイク・ニコルズ監督によって映画化されている。

## 発表まで

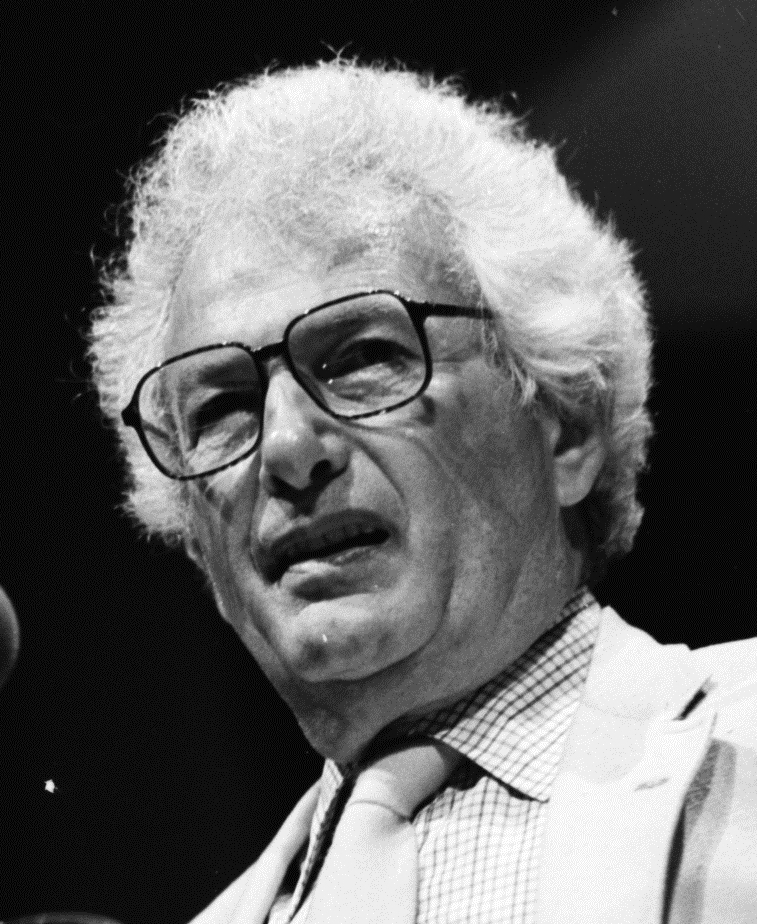
ジョゼフ・ヘラー（1986年の写真）

ヘラーは1923年、ニューヨーク州ブルックリン生まれのユダヤ系アメリカ人で、第二次世界大戦では空軍の航空士としてイタリア戦線に出征、中尉として終戦を迎えている。
1948年にニューヨーク大学文学部を卒業し、翌年コロンビア大学の大学院でM.A.の学位を取得した後、オックスフォード大学で1年間英文学研究に従事、1950年から1952年までペンシルベニア州立大学の英文学講師を務めた。
学生時代から『エスクァイア』誌などに短編小説を寄稿しており、1952年からは『タイム』、『ライフ』、『マッコールズ』各誌の広告ライターや宣伝担当役員となる。
1953年から『キャッチ=22』の執筆に取りかかり、8年を費やして書き上げた。

## 題名の経緯
本作の表題である「キャッチ=22」とは、物語内に登場する架空の軍規の名前を指しているが、1955年に『ニュー・ワールド・ライティング』に第1章が掲載された際に付けられていた表題は「キャッチ=18」となっていた。しかしながら、原稿の改定に時間を要し、刊行予定が1961年10月にずれこんだことで、同年1月に出版されたレオン・ユリスの新刊『Mila 18』と数字が重複するという理由から改題を余儀なくされた。次に「キャッチ=11」という候補が挙げられたが、1960年に公開されたルイス・マイルストンの映画『Ocean's 11』と類似するという理由から没となり、ヘラーは「キャッチ=14」という表題とするようサイモン&シュスター編集のボブ・ゴッドリーブへ伝えた。しかし、ゴッドリーブが平凡すぎるという理由で納得せず、最終的にゴッドリーブによって「キャッチ=22」という案が捻り出され、本作の表題とされた。ゴッドリーブは2をふたつ重ねるという表題について、後付けではあるがこの小説の構造をよく表していると自己評価している。

## 反響
1961年、戦争の愚かさを皮肉な笑いで痛烈に批判した『キャッチ=22』によってヘラーは文壇に登場した。戦争を題材に、不条理に徹した笑いという独自の視点から当時のアメリカを批判した本作について、アメリカの文芸評論家フレデリック・R・カールは「ブラックユーモア小説の聖典のように仰がれ続け、（中略）このカテゴリの長編小説としては頂点を極めている」と評した。
その一方で、レイモンド・M・オールダマンは「作品の問題点は多い。繰り返し、構成上の締りのなさ、結末のまとめ方のまずさなど。これらはまだなんとか説明がつくが、作品の総体としてのインパクトに欠けている」と指摘している。
発表当初、この作品の大仰な笑いと雑多な語りのために評価は二分されたが、徐々に複雑な構成や表現を読み解く批評が登場した。1971年、トマス・アレン・ネルソンは「『キャッチ=22』には責任という主題と結びつく様々な考えや問題を提示する、あるシニカルな行動様式がある」と、不条理で荒唐無稽に見える描写の下に、「責任」という社会的・人間的主題が存在することに着目する論文を発表した。
出版から25年後の1986年、アメリカの作家・文芸評論家のジョン・オールドリッジ（1922年 - 2007年）は、『ニューヨーク・タイムズ・ブックレビュー』で『キャッチ=22』に対する高い評価が確定したと宣言、この作品について「この国が飲み込まれてしまったと思われた悪夢的状況をきわめて正確な隠喩的表現で映したもの」と評価し、社会風刺作家としてのヘラーの功績を称えている。

### ベストセラー
『キャッチ=22』は、アメリカのベトナム戦争への直接介入以来、ますます出版部数を伸ばした。アメリカ文学者の亀井俊介は「ベトナム反戦の若者たちは大喜びだった」と述べている。1970年代に入ってからは売上はさらに倍増、1976年の時点で800万部を超えた。
『キャッチ=22』は、同世代のカート・ヴォネガット（1922年 - 2007年）らと並んでアメリカン・ブラックユーモア小説の代表格としての評価を獲得し、モダン・ライブラリーが選ぶ最高の小説100、タイム誌が選んだ小説100選、ガーディアン紙「英語で書かれたベスト小説100冊」にそれぞれ選ばれている。
その一因として、本作の日本語訳者飛田茂雄（1927年 - 2002年）は、非現実的でユーモア作家の気まぐれの産物と思われた人物や出来事が、この小説の出版前はもとよりそれ以後も次々に起こり、現実の社会が小説を模倣する形になったとし、『キャッチ=22』を「奇想天外の戦争小説」と評している。
また、ヘラーが1974年に発表した長編小説『なにかが起こった』の日本語訳者である篠原慎（1934年 - ）も『キャッチ=22』について「おかしいが笑えない、読むうちに思わず慄然とするような迫力に満ちている。1960年代の英米で読まれ、強大なインパクトを与えたのは、主人公のアンチヒーローぶりに共鳴する社会的、文化的な情況が存在していたということであろう。ヘラーの炯眼はそこを鋭くついた」と同様の評価を示している。
作者ヘラーはその後、『キャッチ=22』のドラマ化のために同名の戯曲を書いた。

## 物語の概要

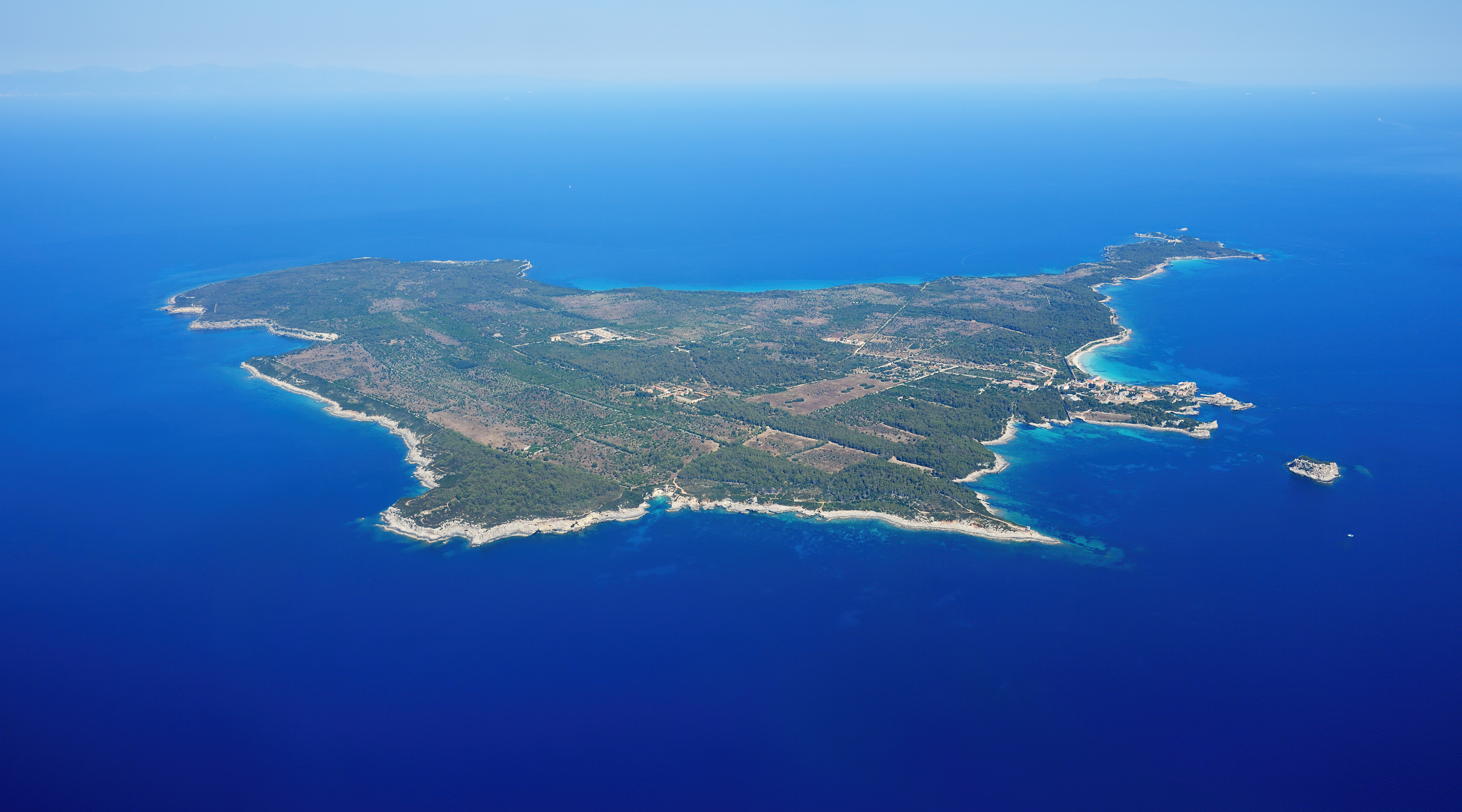
ピアノーサ島。トスカーナ群島に属し、エルバ島の南、モンテクリスト島の北西に位置する。

『キャッチ=22』の舞台は第二次世界大戦中、地中海に浮かぶイタリアのピアノーサ島であり、物語の主人公は、この島に駐留する米国空軍部隊の爆撃助手ヨッサリアン大尉である。
ヨッサリアンが所属するキャスカート大佐指揮下の空軍部隊では、「キャッチ=22」という、実はどこにも存在していない軍規が多くの条項をもっており、兵士たちに有無を言わさず死地へと赴かせていた。
部隊では、事実よりも公文書が優先され、建前と本音が真反対など、あらゆる価値が逆転していた。情報を握った一兵卒が将軍なみの実力を持ち、「祖国愛」の名のもとに、権力者と結託した資本家があらゆる偽計を用いて利潤追求に没頭するかと思えば、CID（政府特捜部員）が暗躍し、暗黒裁判が行われ、まともな人間は次々に消された。
物語は、ヨッサリアンが仮病を使って入院中の場面から始まる。出撃回数10回程度までは勇敢に戦っていたヨッサリアンだが、決められた責任出撃回数をこなして出撃免除を申請しようとすると、上官のキャスカート大佐は直ちにその回数を増やす。絶えず責任出撃回数が増やされ、死の恐怖にさらされ続けることに嫌気がさしたヨッサリアンは、出撃を免れようとして仮病を使い、全裸で過ごし、狂気を装い、後ろ向きに歩くなど、さまざまな手段に訴える。しかし、「キャッチ=22」の不条理な論理に対してはすべてが無効だと悟り、最後の手段として脱走を考えるようになる。
71回目の出撃後、ヨッサリアンは軍の出撃命令を拒否し、ローマに向かう。廃墟と化したローマの街で、多くの戦争の犠牲者たちの悲惨な姿を見た彼は、自分も加害者の一人であり、他者への責任があると思い至る。しかし、無断外出によって勾引されたヨッサリアンは、キャスカート大佐とコーン中佐から取引を持ちかけられ、彼らについて好意的な口添えをする代わりに、自身の本国送還を認めてもらうという約束を交わす。この密約の直後、ヨッサリアンはネイトリーの女（#ヨッサリアンの「夜の旅」を参照）にナイフで腹部を刺される。病院でヨッサリアンは、キャスカート大佐とコーン中佐との妥協的取引を破棄し、スウェーデンへの脱走の決意を固める。

## 作品構成
作品は、全42章からなっている。本作の創作技法のもっとも特徴的なものとして、時間の解体と再構成がある。
物語が扱うのは1941年のヨッサリアンの入隊から、アメリカ国内での空軍予備士官学校での訓練、1943年のピアノーサ島着任と大尉昇進、そして最後の1944年の空軍部隊からの彼の脱走までの出来事である。しかし、作品構成ではこのような自然な時間の流れはバラバラに解体されている（非線形の語り口）。
ヨッサリアンが所属する部隊の軍人やその周辺の人物描写は断片的で、描かれる順序も時間の流れに沿っておらず、しばしば逆行する。過去の出来事がフラッシュバックし、ほとんどあらゆるエピソードが二度以上繰り返され、反復・増補される中で読者にその全貌が明かされることもある。スノーデンの死はその典型例である。
突然でめまぐるしい場面転換の連続は読者を混乱させ、ストーリーの組立てや話の筋がどこからどこへ移ったのか把握することは容易でない。
このような手法は、軍隊の混沌とした脱中心的な構造を強調し、戦争が代表する現代資本主義社会の狂気じみた社会的不条理を作品の構成そのものによって読者に痛感させるというヘラーの狙いがある。
それと同時に、ヨッサリアンの精神的な混乱状況の反映でもあり、死の恐怖を目前にした青年にとって時間的秩序がもはやほとんど意味を持たないことを暗示している。
物語の前半においては、ヨッサリアンが出撃に次ぐ出撃を強要される中ですべてが混沌として、「見れども視えず」の状態がつづくが、作品の末尾近くに至ると時間の逆行はなくなり、ヨッサリアンの行動を中心として物語が順次進行するようになる。
そして部隊を抜け出して向かったローマで、なじみの娼婦やその妹など、真に罪なき人々の無力や悲惨な生きざま、死にざまを直視するに及んで、ヨッサリアンは被害者だと思っていた自分も実はこういう罪なき女や子供にとって加害者の立場に立っているのではないかと気づき、スノードンの死の真の意味や、間抜けだと思っていたオアの行動の意味なども正しく見抜けるようになる。つまり、ヨッサリアンの責任ある自我確立の過程や精神的秩序の回復がプロットの立て方にも現れていると考えられる。
なお、カールによれば、本作の初期の稿にはジェイムズ・ジョイス（1882年 - 1941年）の『ユリシーズ』（1922年）からの強い影響が見られ、断続的な意識の流れや、交錯する時間、作中人物や出来事の印象主義風な扱い方などの仕掛けで満ちていた。しかし決定稿では、初期の稿のまま残ったのは第1章だけであり、後の部分は物語の方面と人間描写の展開の両方から整理されたとしている。

## 戦争批判

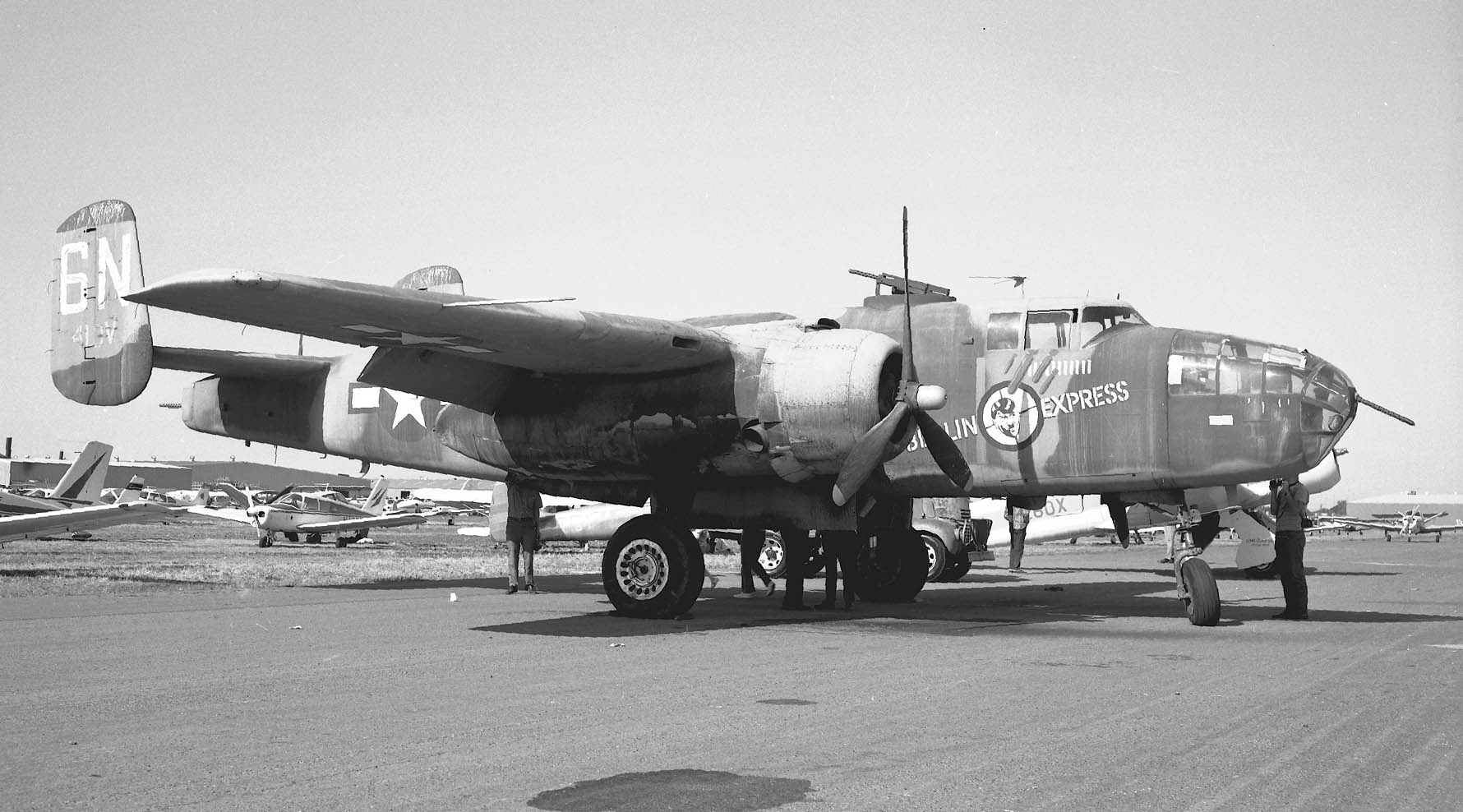

『キャッチ=22』は、戦時下の軍隊という限定された舞台で、戦争の愚かさ、狂気と不条理に翻弄される人間の赤裸々な姿を描いている。
アメリカの戦争文学にはスティーヴン・クレイン（1871年 - 1900年）『赤い武功章』（1894年）やアーネスト・ヘミングウェイ（1899年 - 1961年）『武器よさらば』（1929年）といった先行作品があるが、これらに描かれていた正義感やヒロイズムなど近代の軍隊の美徳とされるものは、『キャッチ=22』では茶化され、揶揄の対象でしかない。
また、戦後の約10年間で第二次世界大戦を扱った小説としてノーマン・メイラー（1923年 - 2007年）の『裸者と死者』（1948年）やジェームズ・ジョーンズ（1921年 - 1977年）の『地上より永遠に』（1951年）があるが、『キャッチ=22』にはこれらのパロディとなっている部分が認められる。
戦争における正義の観念の恣意性やそれがもたらす非人間的行為を暴き出し、「戦争の美徳」への不信感を明らかにした作品として、ヘラーと同時代のカート・ヴォネガットの『スローターハウス5』（1969年）が挙げられるが、『キャッチ=22』ほどラディカルな批判にはなっていない。
戦争小説では通常、敵味方の間で繰り広げられる激しい戦闘場面が描かれる。『キャッチ=22』においても凄惨で血なまぐさいシーンはいくつかあり、アヴィニョン鉄橋爆撃で機関銃手スノードンが戦死を遂げる場面はその代表的なものといえる。しかしこのような戦闘シーンはむしろ例外的であり、キッド・サンプソンは海水浴中に自軍機によって身体を真っ二つに切られてしまう。
本作でもっぱら描かれるのは、部隊内の上官たちの滑稽な支配権争いや部下の取り扱い、兵士たちの異常な考え方や行動、兵士間の愛国心、忠誠心、宗教心をめぐる滑稽な会話などであり、物語は表面的には笑い話のような軽妙な調子で展開されていく。しかし読者は、その背後に流れる、戦争の不条理に対する痛烈な批判を意識させられる。
一見軽妙だが不条理とも思える語り口、登場人物たちのかみ合わない会話によって、作品は既成の言葉や論理、それにまつわる行動をすべて茶化し、弱体化し、希薄化する。読者はさながら言語ゲームにでも参加しているような気分になる。
また、軍隊組織は一般的にピラミッド型の秩序強固な階層組織だと考えられているが、この作品では、軍司令官は必ずしも全権を掌握しておらず、軍を実質的に動かしているのは食料係将校マイローの経済力である。組織の権力中心点が明確でない点は軍隊組織の脱中心性すなわちポストモダン性を示している。『キャッチ=22』が示すのは、戦争の目的すら忘れてしまっているような幹部の下でも、兵士たちは戦争と結び付けられた旧来の言葉と論理に囚われているというロゴス中心主義であり、「勇気、力、正義、真理、自由、愛、名誉、愛国心」といった抽象的な言葉と、その言葉から生まれてくる強制的論理が兵士たちを縛り付け、理不尽な非情さを発揮する。
本作は戦争小説の形態を取るが、戦争に関するほとんどの描写は、大戦後のアメリカの管理社会の諸状況に置き換えて読むことができる。
資本主義社会の企業において、会社自体の組織や人間関係が破綻しかけていても、愛社精神や会社への忠誠心などという抽象的な言葉が変わらず力を持ち、社員を無意識のうちに拘束しているのである。

## 不条理
チャールズ・B・ハリスによれば、『キャッチ=22』は「不条理文学の10年」の幕を切って落とした作品である。
ヨッサリアンにとって、戦争になんの疑問も待たず、祖国であると教えられたもののために命を投げうっているほとんどの兵士たちは発狂しているとしか考えられない。しかし軍隊においては、軍の方針や規律に疑いを抱かず盲目的に信じる者こそが「正気」であり、それに批判的な者や理性的・人間的に反応する者は「狂気」と見なされるというパラドックスが支配的である。
ここで描かれる戦時下の生活から、読者はわが身を振り返って似たような生活をしていることに気づかされる。
- 食堂係の将校マイロー・マインダーバインダーは、軍隊食堂で果物の調達から始めた利潤追求の結果、彼の富裕、影響力、行動半径は途方もない規模にまで拡大する。その結果、彼はパレルモの市長、マルタの副総督、オランの国王代理、バグダードの宗主、ダマスカスの元首、ローマの侯爵、ロイヤル・ウェルシュ・フュージリア連隊（英語版）の少佐を兼ね、穀物の神、雨の神、米の神にまで登り詰める変幻自在の黒幕的怪人物である[18]。一方で彼は、自分の商売のために装備品の救命胴衣からガスボンベを、救急箱からはモルヒネを抜き取り、救助の役に立たなくする。挙げ句には、ドイツ軍と取引して自軍の駐屯地を爆撃・地上掃射させてアメリカ兵を殺すに至る[33]。
- クレヴィンジャーはある日、行進の途中でつまづいて倒れた。その翌日、彼は「隊列を乱し、凶悪な暴行を働き、無分別な行動に走り、法に違反し、大逆罪を犯し……」という罪状で告発される。彼の裁判は、軍が起訴するからには被告は有罪であるという原理によって裁かれる。クレヴィンジャーは裁き手たちを眺めながら、彼の本当の敵はファシストの戦車や飛行機などではなく、目の前の3人でありその背後にある本国の官僚機構であることを知る[34]。
- アーフィーことアードバーク中尉[注 3]は、ローマで慰安婦ミカエラの戦慄的な凌辱殺害を犯す。ところが、憲兵に逮捕されるのはアーフィーではなく、彼を咎めたヨッサリアンの方である。ヨッサリアンの拘束理由はローマへの「無断外出」だった[35]。

オールダマンは、「理性や愛国心や正義の名において組織化された制度が私たちから人間らしさを奪い、合理的な秩序という装いのもとに、精神の確実な死を差し出す。これは1960年代の小説につきまとう、唯一無二の恐怖である」と述べている。

### 「キャッチ=22」

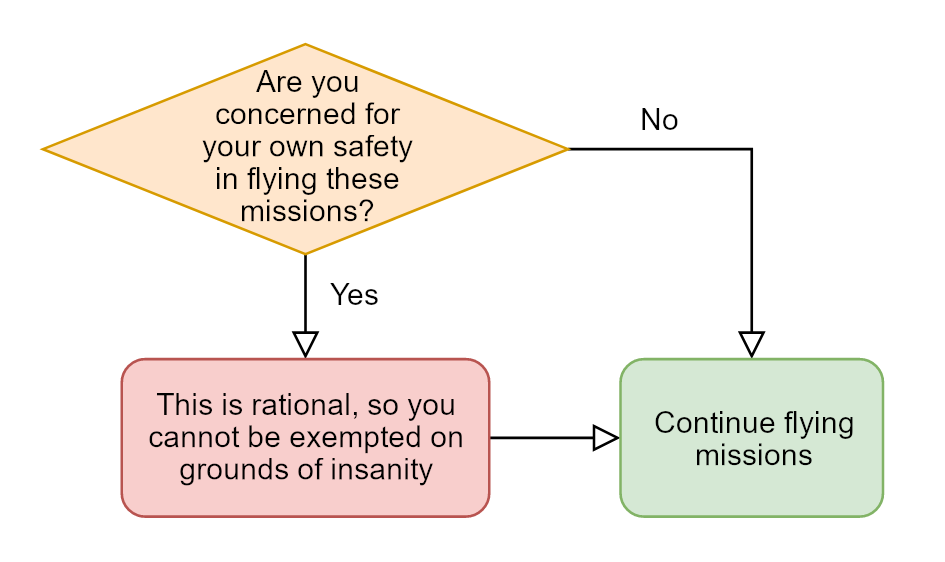

ヨッサリアンを取り巻く奇怪な人物たちや倒錯した思想の持ち主たち、そして、矛盾した戦時下の世界観を一挙に集約しているのが、本作の表題となっている「キャッチ=22」という特殊な軍規かつ落とし穴（"Catch"）である。
「キャッチ=22」は、成文化されていないが、だれもがその存在を信じている、有無を言わさぬ力を持つ暗黙の軍規である。この軍規は実在しないために批判も訂正もできず、兵士たちを八方塞がりにしている。
英語の「Catch-22」は、本作の題名からジレンマを意味するイディオムとして使われている。
狂気と判断された場合に出撃任務が解かれると知り、ヨッサリアンは狂気を装って出撃免除を申請しようとする。しかし、狂気を理由とする出撃免除の申請は、現実の危険を知って身の安全を図れるという合理的な精神すなわち「正気」であると判断されて申請は却下され、結局出撃しなければならない。
仮に指揮官が司令部の定めに背く命令を兵士に発したとしても、その命令に逆らえば軍規破りとなり、司令部から罪を着せられるのは指揮官ではなく兵士本人である。つまり「キャッチ=22」は、権力者が自己保身のためにその権力を行使してどのようにも展開できる論理であり、あたかも岩を持ち上げても持ち上げても徒労に終わるシーシュポスの神話のように、兵士たちを縛り続けてやまない。
アメリカ文学者・SF評論家の巽孝之（1955年 - ）は、本作に先立つ1940年代初頭、SF作家アイザック・アシモフがロボットを人間に絶対服従させるための論理として「ロボット工学三原則」を編み出したが、一見高度に合理的なその体系は奴隷制や家電製品の論理であり、ヘラーが詳らかにした軍規の論理にほかならないとしている。そして、重要なのは、論理が人間自身をロボットのように縛ることよりも、人間が作り出した論理が自らに完璧であろうとするがあまりに、いつしかそれ自身の初期設定を超えたり裏切ったりすることであるとし、これこそが資本主義社会における技術と人間のフィードバック関係をめぐる物語、すなわちサイバネティックス時代の文学の到来を告げるものだと述べている。

## 風刺
作中の軍事的指導者たちは、敵を倒すという単純な目的を絶えず見失っている。その代わりに、自分たちの倒錯したエネルギーを自己追求や色とりどりの近視眼的目標に傾ける。ペケム将軍はドリードル元帥の本性を暴露して自分が成り代わろうとする。キャスカート大佐がほしいのは「帽子の羽飾り」である。軍医ダニーカは不健康な太平洋地域に行きたくないがために、ヨーロッパ戦線が継続することを望んでいる。シャイスコプフは、パレード以外のことは何一つ念頭にないにもかかわらず、3年の間に少尉から中将に出世して全軍事行動の責任指揮官となる。実質的に戦争を動かしているのは郵便係のウィンターグリーン元一等兵であり、この男の主要な関心は、利潤と長たらしくない文章にある。
また、食料係のマイローは私利私欲を肥やしながら「MアンドM企業のために有益なことは、祖国のために有益だ」と主張する。これは朝鮮戦争中に国防長官だったチャールズ・アーウィン・ウィルソン（元ゼネラルモーターズ社長）が「ゼネラルモーターズのために有益なことは、米国のために有益なことだ」と公言したことに一致する。
イギリスの作家マルカム・ブラッドベリ（1932年 - 2000年）はこの作品の戦争描写と60年代の時代風潮との密接な関係を次のように強調している。
またトニー・ターナーは、主人公の真の敵は「空軍のなかに明らかにされたアメリカ社会」だと指摘している。
作品は第二次世界大戦末期のイタリアを舞台として設定しているものの、折しもベトナム戦争が泥沼化しかけていた時期に書かれており、作者ヘラーがそうした情勢をにらんでいたことは間違いない。
飛田によれば、およそ非現実的な人物が登場するエピソードの数々は、まさにドタバタ喜劇といってよいほど滑稽だが、読者の哄笑はいつしか冷たく凍りつき、実はたったいま自分が属しているこの資本主義社会の矛盾や狂気や腐敗を生々しく暴き立てていることに気づかされる。
上記のような厚顔無恥な資本家と権力者、官僚、軍との結びつきが、ベトナム戦争、ウォーターゲート事件、ITT事件はじめ、ガルフ石油、ロッキード事件等々の国際的スキャンダルを生み出した。ウォーターゲート事件における「大統領特権」や日本の政府当局者が政治家の罪悪を隠蔽しようとするご都合主義的な「守秘義務」は、正体なくして恐るべき実効力を発揮する「キャッチ=22」と同質のものといえる。
しかし飛田は、この作品は風刺だけが狙いではないと述べている。カート・ヴォネガットの作品と同様、痛烈でユーモアに富む風刺の底には、現代知識人の責任への問いかけと、決して安易でない解決へのヒントが潜んでいる。戦争小説という表皮の内側には現代社会の不条理に対する風刺という肉があり、骨には人間の生の意味を問う実存主義があり、その髄には人間愛がある。ヘラーの実存主義・人間愛は決して単純ではなく、精神のきわめて重要な部分において環境の支配を脱しえない、あるいは選択の自由が効かない宿命や呪縛といった暗い諦念と、それを打ち破ろうとする意志力との悲痛な葛藤を常に伴っているとする。

## ブラックユーモア
ヘラーはこの作品に、クリシェ化した軍隊ジョークを数多く詰め込んでいる。しかしこれらのジョークは、笑いから戦慄に不意に転移し、平凡でありふれたものから不可思議なものへと転移する。このために読者には事実と虚構がほとんど見分けがたい。
カールは、『キャッチ=22』はただ単に地口、どんちゃん騒ぎ、ドタバタ道化芝居、機知に富んだ会話、辛辣な脇ゼリフなどでいっぱいの喜劇小説ではないとしつつ、そうしたものをおびただしく、ときには過剰気味に含んでいると認めている。とはいえ、その意図及び技法は完全に真面目なもので、ソール・ベロー（1915年 - 2005年）の作品に通じるものだと述べる。
言葉が現実から遊離してリアリティーを失い、滑稽で不条理な状況を生み出す例は枚挙にいとまがない。例えば、メイジャー少佐はミドルネームを含めるとメイジャー・メイジャー・メイジャーという名前であり、外見はヘンリー・フォンダに酷似している。性格的には真面目で従順、学業も優秀だったが、一兵卒として入隊した4日後、「ユーモアのセンスを持った」IBMのコンピュータによって少佐（メイジャー）に昇進する。かくして彼はメイジャー・メイジャー・メイジャー・メイジャーとなる。
これを見たブラック大尉は、「光栄ある忠誠宣誓書運動」を起こす。この運動は、軍の行動が始まる際に兵士たちに宣誓書に署名させるというものだが、緊急出撃を前にして3枚も4枚も宣誓書を書かせることで部隊の混乱を引き起こし、軍の攻撃計画を阻害する要因となる。しかし、軍隊において絶大な強制力を持つ「国家への忠誠」という言葉に、兵士たちはだれもこれを拒否できない。ブラック大尉は、実のところ「忠誠心」にも「愛国心」にもほとんど関心がないが、メイジャー少佐の異常な昇進ペースへの対抗意識がこのような形式的で不毛な運動の原動力となる。
また、「ボローニャ大作戦」では、出撃を嫌うヨッサリアンが、壁に張られた地図の爆撃ラインを密かにボローニャまで引き上げただけで、上官たちはボローニャを占領できたと勝手に納得して爆撃を中止する。キャスカート大佐は、作戦の成否よりも、自分の勇敢さの評判をいささかも傷つけることなく「厄介な仕事」から開放されたことを喜ぶ。

### 死の扱い
『キャッチ=22』では多様な価値観や生き方、死に方がユーモラスにまたシリアスに提示され、絶対的なものは存在しないということが強調される。
例えば、爆撃機にヨッサリアンと同乗し、機を貫く銃弾を受けて傷口から内臓をはみ出させて死んでいったスノーデンは、ヨッサリアンに死への恐怖を植え付ける。スノーデンの死はヨッサリアンにとってトラウマとなっており、その死に様は小出しに反復して提示されるため、印象が強く、特権的なもののように見える。
その一方で、ハングリー・ジョーは寝ているとき、同僚のペットの猫が常習的に彼の顔の上に乗っていたために、ついに息絶えてしまう。このきわめて印象的で馬鹿げた死に方はスノーデンのグロテスクともいえる死と対照的であり、それゆえに黙殺されがちである。どちらの死も、一人の人間のかけがえのない命であり、ハングリー・ジョーの嘘のような死は、スノーデンの生々しい死を相対化しているともいえる。しかしヨッサリアンはスノーデンの死を中心にして「死」を考え、読者もまたヨッサリアンに感情移入する限りにおいて、彼の考えに引きずられる。
スノーデンの死とハングリー・ジョーの死を両極とすると、その間にネイトリー、キッド・サンプソン、マクワットなどが位置づけられる。ネイトリーの死は味方機同士の接触による墜落であり、スノーデンの死と同様ユーモラスな要素はない。しかしヨッサリアンの目の前での死ではないため具体的な描写もなく、その衝撃はヨッサリアンにとって比較的軽かったと考えられる。キッド・サンプソンは事故死、マクワットの死はそれに絡む自殺であり、軍隊批判の材料というよりは「馬鹿げた死」に加えられるものかもしれない。
もっともユーモラスで馬鹿げているのは、軍医ダニーカの「死」である。ダニーカは、墜落した戦闘機の搭乗者名簿に名前が記載されていたために「戦死者」として記録される。その結果、彼は現実には生きているにもかかわらず、兵士たちからは「見えない存在」となり、勤務する傷病兵病院にも入れず、「神出鬼没の亡霊のように、空しく物陰をのそのそと歩き回る」だけとなる。本国のダニーカの妻は、夫からの手紙で彼が生きていると知りつつ、多額の保険金や恩給に目がくらんで彼の死を認めるに至る。その姿は、滑稽であると同時に辛辣でもある。
これとは反対に、入隊と同時に戦闘に参加させられて戦死してしまったマッド少尉の場合、着任報告が済んでおらず正式に飛行大隊に所属していないという理由で除籍されない。書類上死んでいない彼の所持品は廃棄できず、ヨッサリアンのテントに置かれたままとなって、兵士たちに不気味な恐怖を抱かせる。ダニーカやマッドの例は現実の人間の生死よりも、公文書の「言葉」の方が強制力をもつという皮肉であり、官僚的機構の不条理がもっともよく表れている。
奈良女子大学教授の竹本憲明は、本作の死を扱かったエピソードの数々が、死とはなにかを改めて考えさせるだけでなく、人間一人ひとりの生について、たとえそれがいかに滑稽なものであろうと深く立体的に受け止めることを、ヘラーが促していると述べている。

### ユーモアの効用
また竹本は、『キャッチ=22』を戦争や軍隊に対する批判または抗議小説とみなすのは、「もっとも素朴な読み方」だとする。この作品がそのような側面を持っていることは確かだが、それは表層にすぎない。
本作の「より深いレベルの読み方」として、軍隊に限らず官僚的な機構、制度的なもの全般に対する批判とする受け止め方がある。しかし、「キャッチ=22」と呼ばれる軍規を典型とする軍隊の不条理からの脱出をこの作品の中心的な筋立てとして重視しすぎたり、そうしたヨッサリアンの行動を倫理的なものとして受け止めることもまた十分とはいえない。制度批判を主題として読み取る姿勢それ自体が制度的であり、この作品の豊かなユーモアをすべて批判や風刺として回収してしまい、その効用を見落とすことにつながるからである。
ロバート・メリルは『キャッチ=22』をジョージ・オーウェル（1903年 - 1950年）の『1984年』（1949年）と比較しながら、どちらも「風刺」を超えた、より複雑な「寓話」だと述べている。『キャッチ=22』が戦争や軍隊、さらには制度的なものを批判しているとしても、この作品はそこにとどまってはいない。
主人公ヨッサリアンのアンチヒーロー性については後述するとおりであり、むしろユーモラスに描かれる周縁的なキャラクター、脇役たちに見るべき点が多い。
すでに触れてきた人物以外にも、わずか15歳の空軍将校から生死不明の白ずくめの軍人まで、彼らを単純な図式で一律に扱うことはできない。竹本はここにこそ、この作品の並々ならぬところがあると述べている。

## 結末の解釈

### ヨッサリアンの「夜の旅」
責任出撃回数が80回まで引き上げられ、ヨッサリアンは71回目の出撃後、軍の出撃命令を拒否してローマに出かける。ローマに向かって飛ぶ機の中でヨッサリアンは次のような認識に達する。
彼は廃墟と化したローマの街を彷徨い歩き、多くの戦争の犠牲者たちの悲惨な姿を見かける。このヨッサリアンのローマでの体験について、ミナ・ドスコーはユング理論を援用して、ヨッサリアンが地下世界への旅を経て新しい生き方について開眼する「夜の旅」だと指摘している。
またオールダマンは、ローマで人間の狂気の浸透ぶりから逃げ出そうとするヨッサリアンの目の前で、アーフィーの非人間的所業にぶつかる場面について、「慈悲深いもののあるべきところに、行進する軍靴の響きが轟く」とし、この小説における「顕現の瞬間であり、たったひとつの象徴の中に小説全体の警告の多くが組み入れられている」と述べている。
ヨッサリアンが「他者への責任」という認識に至るには、前段がある。彼は以前のローマでルチアナ（「光」の意味）という名の娼婦と遊んでいるが、ルチアナはヨッサリアンを薄暗いナイトクラブから連れ出し、美しい夜を散歩する。将校用のアパートでは窓を開け放ってその名にふさわしく「光り輝く日光と爽快な大気を洪水のように」部屋に溢れさせる。この段階ではヨッサリアンの自覚は十分ではなかったものの、その後にネイトリーの女とその妹への思いやりを通して認識は深まり、女性や弱者が戦争の犠牲になっていること、つまり「他者への責任」へと進んでいく。このことは、作者の女性的な平和への憧れを示すと同時に、男性的・父権的な戦争やロゴス中心主義への批判にもなっている。
しかし、この「他者への責任」という新たに得られた認識は一筋縄には進まない。上官のキャスカート大佐とコーン中佐は、ヨッサリアンを本国に送還する代わりに、自分たちについて好意的な口添えをしてくれと持ちかける。いわば「夜の旅」における誘惑の試練だが、ヨッサリアンはこの取引に応じてしまう。その直後、彼はネイトリーの女からナイフで腹を刺され、瀕死の重傷を負う。「ネイトリーの女」とは、恋人だったネイトリーの戦死の責任をヨッサリアンに負い被せて彼の命を付け狙う娼婦で、ヨッサリアンは「他者への責任」を感得する際に、彼女の気持ちも無理もないと理解したつもりになっていた。

### 脱走
小説の結末は、ヨッサリアンの脱走である。
彼は病院で意識を回復し、キャスカート大佐とコーン中佐と交わした妥協的契約を破棄する決意を固める。タップマン従軍牧師から同僚のオアがスウェーデンにたどり着いたという情報を得たヨッサリアンは意を強くして、自分もスウェーデンへの脱走を決意する。このとき、同席していたダンビー少佐から、自分の責任に背を向けてはいけない、「それ（脱走）は実に消極的な手段だ。逃避主義者の行動だ」と指摘されたヨッサリアンは次のように答える。
このヨッサリアンの行動について、「この作品の外観上の自由奔放さが、真面目な意図を隠蔽している。その意図とは、極限状況下での自分自身の個我の尊重、不条理な宇宙で生き延びる権利、いかなる大義名分よりも人の生身自体の方が貴い、といった事柄であり、ヨッサリアンは自分の生はないがしろにできないものだと決意することで、人間存在についての倫理的意思決定を行っている。不条理の泥沼の中で確実な唯一のものは、その人自身のアイデンティティーだけである。」（カール）、「多くの読者が責任ある行為であるかどうかに疑問を呈しているが、ヘラーがそういうふうに意図したことは疑いがない」（メリル）、「後に残した者たちに一種の救いをもたらす」（バーバラ・ルーパック）など全面的な賛同ではないにしろ肯定的に受け止める評価もある。
この点について、すでに触れたように本作の「作品構成」がヨッサリアンの倫理的な側面に注目させる構造を持っていることには留意が必要である。断片的で混沌とした描写から物語の末尾近くに至って時間の逆行がなくなり、ヨッサリアンの行動を中心として物語が順次進行することで、読者はヨッサリアンを中心にこの作品を解釈することが順当であるように感じてしまうからである。もちろんヨッサリアンが主人公としての重みを持つことは間違いないが、そのために彼の行動や判断が正当化されるわけではない。しかし、彼が部隊を脱出しようとする場面で終わる末尾の流れは、あたかも彼が正しいかのように読者を錯覚させる。
オールダマンは「ヨッサリアンには選択の余地が三つしかない。大砲の餌食になるか、組織と取引するか、戦線から離脱するかである」としつつ、「しかし、その選択の道は、普遍的に人間行動に対する具体的提案とはなっていない。もっといえば、彼の離脱は敗北であり、生を肯定するためでなくすべてを奪われた男として生き延びるということを意味するかもしれない」と指摘している。
ローマで自覚した「他者への責任」は、ここでは「自己への責任」に置き換えられ、利己的に生き延びるという元々の態度に逆戻りしている。部隊内での抵抗をあきらめ、戦争の犠牲者たちへの責任を放棄することは、ダンビーの言うとおり消極的な逃避主義であることに間違いない。
また、逃亡目標のスウェーデンは、ヨッサリアンにとって知的水準が高く、自由恋愛や私生児を容認する「生と性」の開放つまりは彼の快楽主義への憧れに結びついている。これらは、アメリカ空軍の不条理な言葉と論理からの開放や自由として対比されているのみで、「他者への責任」という深刻な社会問題は意識から抜け落ちている。トニー・ターナーが「スウェーデンは一つの現実の場所というよりは、むしろ彼が絶えず抱いている自由への夢なのだ」と評しているように、スウェーデンは一つのイメージあるいはメタファーとして機能しているに過ぎない。
こうして、ヨッサリアンの「他者への責任」は最後まで全うされることはなかった。作品の結末は一点に収斂されることなくポストモダン的に開かれたままであり、浮遊する自我は、幻の土地を求めて彷徨するのである。

### アンチヒーロー性
上記の結末のために、ヨッサリアンは実存的なヒーローになり得ておらず、ヴォネガット『スローターハウス5』のビリー・ピルグリムやジョン・アップダイクの『走れウサギ』（1960年）のハリー・アングストロームたちと同様に、「逃げるが勝ち」という逃走するヒーローにすぎない。
彼は、国家や愛国心などと呼ばれる抽象物のために人殺しをしたりさせられたりする不条理に対して反発するが、自分が生きるために他の者たちを見殺しにするという異議については顧みない。彼の態度は土壇場まで二転三転し、ナショナリズムに対する悪しき誇りをちらつかせながら自己の道義性については正当化する。
ヨッサリアンは、自らをシェイクスピアやターザン、ユリシーズやフラッシュ・ゴードンなどスーパーマンに例えようとする、いわば自信満々のニーチェ的超人志望者といっていいが、にもかかわらず、誰かの悪意が自分を絶えずおとしめようとしているという、一種の陰謀史観を抱く被害妄想患者でもある。
荒廃したローマを彷徨したヨッサリアンは、イタリア人の惨めな姿に心打たれるが、その際、責任を感じる辛さから逃れたいと思い、見なかったことにするために、はだしの少年に危害を加えてこの世から消してしまいたいという気持ちを抱く。彼の「憐れみ」の偽善性を示す場面である。ヨッサリアンはここでは殺意を実行に移さないが、時と場合によっては実行することもあるということになる。実際、ヨッサリアンは物語の中で粗暴な振る舞いを見せている。彼はネイトリーの鼻をたたき折り、マクワットの首を締め、メイジャーにフライングタックルを見舞っている。いずれも一方的な攻撃であり、最後のケースはとくに悪質である。メイジャーは、そのでたらめな昇進によって、階級を逆転された下士官や尉官たちからなにかにつけて軽んじられ、可能な限り誰とも会おうとせず引きこもるようになった。ヨッサリアンはそうしたメイジャーの弱みを見極めた上で、名目上であれ上官に対して暴行を振るっている。彼が暴力を振るうときは常に弱い者いじめであり、そうした卑劣さをネイトリーの女を含めローマの女性たちに見抜かれていた可能性がある。
また、ヨッサリアンは脱走を決意する前に、キャスカート大佐、コーン中佐と密約を結んでいる。ヨッサリアンの帰国を許す代わりに二人に好意を持ち、彼らについてよくいうという取引である。これを受け入れたところに、ヨッサリアンの卑劣さと偽善性が表れている。その直後にネイトリーの女に刺されて負傷し、それがきっかけとなってキャスカートたちとの結託を解消するものの、この心変わりも全面的には彼を正当化できない。ヨッサリアンの負傷理由については、ナチスの暗殺者からキャスカートとコーンを守るために体を張って阻止したことによると報告されており、ヨッサリアンはこの功績があればキャスカートたちを裏切っても大丈夫だという計算を働かせているからである。
このように、『キャッチ=22』において中心的な存在として読者の共感を誘うように仕立てられた人物は、実はもっとも軽蔑すべき男であり、ネイトリーの女が彼の命をつけ狙うのもあながち理不尽ではないことがわかる。中心と思われる人物が否定されるところに、この作品のもっとも脱中心的な特徴が認められる。

## ポストモダン性
モダンすなわち近代は人間主体の時代であり、啓蒙思想の合理主義に基づく永続的進歩に信頼を置く時代だった。だが近代は疎外、搾取、社会的規範の喪失、官僚制的拘束など様々な社会問題を引き起こした。こうした諸問題が極端な形で露わになったのがポストモダンであり、進歩への疑念、価値基準の混乱、方向感覚の喪失、流動性、浮遊性などを特徴とする脱中心的な社会が生まれた。
1950年代に現れたポストモダン小説は、従来のリアリズムやモダニズム文学のような確固とした基盤を持たず、個人や社会は、例えば歪曲、誇張、幻想、断片化、言語遊戯などを用いてコミカルに描かれる傾向がある。軍隊の美徳とされるものを茶化し、揶揄の対象とするのもポストモダン小説の大きな特徴である。
ポストモダン小説の主人公たちは、このような社会のなかで孤立感、疎外感、虚無感、幽閉感に苦しみ、自己を見失い、自我分裂をきたし、浮遊している。
ヘラーの『キャッチ=22』に描かれる軍隊の行動や人間関係は、米国本土の後期資本主義社会、すなわちポストモダン社会の寓話として読むことができる。
この作品においては、軍隊の監視（特捜部による監視、通信文の検閲）、植民地主義、官僚的拘束（「キャッチ=22」の論理）などの近代的特徴と、そのような軍隊に対する不信の結果として生まれる人間行動の不条理性、意思疎通の不能、ロゴスへの不信、方向感覚の喪失、カオス的状況といったポストモダン的特徴の両方が現れている。

## エピソードの時系列
すでに述べたように、この作品は自然の時間の流れどおりに叙述されていないが、キャスカート大佐が部下に強制的に課す責任出撃回数の増加に着目することで、読者が事件の前後関係を構成し直すことが可能である。福岡女子大学教授の馬塲弘利は、読者にそう仕向けることが、このような時間構造を紡ぎ出した作者の意図だとしている。
以下は、『キャッチ=22』の日本語翻訳者である飛田茂雄によるエピソードの時系列の再構成である。

### 1941年
- ヨッサリアン入隊、コロラド州ラワリー・フィールド基地（英語版）で新兵生活を始める。その後、1943年までにかけてカリフォルニア州サンタ・アナの空軍予備士官学校に入学（ただし、作者ヘラーによれば、サンタ・アナのエピソードはラワリー・フィールド生活より前だという）。
- 11月26日：ヨッサリアン、仮病を使って入院。「あらゆるものを二度ずつ見る軍人」のまねをする[59]。

### 1942年
- 11月26日、ヨッサリアン、シャイスコプフ夫人とホテルに泊まる[59]。

### 1943年
- ヨッサリアン、ピアノーサ島に着任。「壮烈なるアタブリン錠反乱」が起こる（このときメイジャー少佐が大隊長になっているように描かれているが、これは著者の誤り）。
- 9月、サレルノ上陸作戦（アヴァランチ作戦）。ヨッサリアン23回出撃。アレッツォでネヴァーズ大佐戦死。キャスカート大佐が出撃回数を20回から25回に引き上げ。その後さらに30回に引き上げられる。キャスカート大佐が連隊長に昇進。フェラーラ爆撃。クラフト機が墜落し、クームズ少尉戦死。ヨッサリアン、大尉に昇進。
- 同年秋？ ウインターグリーン、石油を掘り当てる。ハルフォート酋長、クームズの後任としてピアノーサ島に着任。
- ペルージャ上空でデュールース少佐戦死。メイジャー少佐が大隊長に昇進。ブラック大尉による「光栄ある忠誠宣誓書運動」が盛んになる。マイロー・マインダーバインダー少尉、大隊着任後二週間目に食堂係将校となる[59]。

### 1944年
- 4月、マイローのM＆M企業の活動が大繁盛する。ヨッサリアン、マイロー、オアとともにカイロへ。マイローがカイロで綿を買い占める。マイロー、ピアノーサ基地の爆撃を指揮。オルヴィエート爆撃でマッド少尉戦死。責任出撃回数が35回に引き上げられる。
- 6月、ボローニャ大作戦開始。スナーク伍長、フェラーラ爆撃と同様に食事に石鹸を混入する。爆撃第一日目は雨で作戦中止。ヨッサリアンが爆撃ラインを動かす。ボローニャ第1回攻撃。全機無事帰還。翌日ボローニャ第2回爆撃。ヨッサリアンの出撃回数32回目。翌日、ヨッサリアンはローマでルチアナと出会う。
- 責任出撃回数が40回に引き上げられる。ヨッサリアンはローマから基地に戻り、即日仮病で入院するが、退院後に6回出撃。アヴィニョン鉄橋爆撃。スノードン軍曹戦死。埋葬式が行われる。翌週、ヨッサリアンは素裸で空軍殊勲十字章を授与される。クレヴィンジャー、パルマへの早朝爆撃の帰りにエルバ島上空で行方不明となる。
- 7月ごろ、責任出撃回数が45回に引き上げられる。ヨッサリアン再入院。テキサス氏や白ずくめの軍人と同室となる（小説の第1章冒頭の場面）。10日後に退院。ヨッサリアンの出撃回数44回。責任出撃回数が50回に引き上げられる。
- 8月、ヨッサリアンの出撃回数51回。責任出撃回数が55回に引き上げられる。このころからメイジャー少佐が公文書に「ワシントン・アーヴィング」と署名し始める。CID（犯罪捜査部）が二人になる。責任出撃回数がさらに60回に引き上げられ、ドブズはヨッサリアンにキャスカート暗殺計画を打ち明ける。
- 9月、ヨッサリアン、パルマへの早朝爆撃の帰り、リヴォルノ上空で大腿部を負傷し入院。同室のダンバーにならってA・フォーティオーライになりすます。
- 第2回アヴィニョン爆撃。オア、マルセイユ沖で墜落、救命ボートで脱出。
- 第3回ボローニャ攻撃。オア墜落し、行方不明となる。シャイスコプフ大佐着任。イタリアの山村爆撃。マクワット機が海水浴中のキッド・サンプソンを殺し、マクワットは自爆する。ダニーカ軍医も書類上戦死となる。責任出撃回数が65回に引き上げられる。
- 10月、責任出撃回数が70回に引き上げ。ヨッサリアンのテントに新任将校が4人入る。ハルフォート酋長、肺炎で入院。ヨッサリアンはドブズ、ハングリー・ジョー、ダンバーらとともにローマへ。
- 11月、ヨッサリアン、ネイトリーの鼻を殴る。翌日ヨッサリアン、ネイトリー、ダンバー、タップマン、ハングリー・ジョーが入院。白ずくめの軍人が再び現れ、病院はパニック状態となる。ダンバーが「消滅」[注 12]。ハルフォート酋長、病死。マイロー、キャスカート大佐に戦闘参加を願い出る。
- 12月、ヨッサリアンの出撃回数70回。責任出撃回数は80回となる。ラ・スペツィア港閉塞作戦。編隊機の空中衝突でドブズ、ネイトリーら12人が戦死する。タップマン、秘密軍事裁判で有罪判決を受け、仮釈放される。シャイスコプフ、中将に昇進し、彼の「特別サービス部隊」が全戦闘部隊を統括する。メイジャー少佐が「消滅」。ヨッサリアン出撃回数71回となり、以後出撃拒否。
- ヨッサリアン、休養中のローマでネイトリーの女に命を狙われる。いったん基地に戻り、無断で再びマイローとローマへ行き、ネイトリーの女の妹を探す。アーフィーがミカエラを強姦したのち殺す。ヨッサリアンは憲兵に逮捕され、翌日基地の連隊長室に連行される。キャスカート大佐及びコーン中佐との密約。その直後、ネイトリーの女に刺されて入院。ハングリー・ジョー、猫による窒息死。ヨッサリアン、コーン中佐らとの取引を一方的に破棄。オアがスウェーデンにいるとの情報が伝わる。ヨッサリアン、脱走[59]。

## 日本語訳
- ジョーゼフ・ヘラー 著（飛田茂雄 訳）『キャッチ=22』（早川書房）
  - 1969年 ハヤカワ・ノヴェルズ
  - 1977年 ハヤカワ文庫NV （上）ISBN 978-4-15-040133-7、（下）ISBN 978-4-15-040134-4
  - 2016年 ハヤカワepi文庫 （上）ISBN 978-4-15-120083-0、（下）ISBN 978-4-15-120084-7

## 映画
『キャッチ22』（Catch-22）のタイトルで、1970年に公開された。監督はマイク・ニコルズ、脚本はバック・ヘンリー、主演はアラン・アーキン。
マーティン・バルサムやリチャード・ベンジャミンが脇役を固めているほか、フォークソングユニットとして著名なサイモン&ガーファンクルのアート・ガーファンクルが重要な役で出演したことでも話題になった。
撮影はメキシコで行われ、舞台となる基地の建物などもすべて新たに建設された。

### キャスト
- アラン・アーキン：ヨサリアン大尉（吹替：寺島幹夫）
- マーティン・バルサム：カスパート大佐（吹替：雨森雅司）
- リチャード・ベンジャミン：ダンビー少佐
- アート・ガーファンクル：ネイトリー大尉
- ジャック・ギルフォード：ダニーカ軍医
- バック・ヘンリー：コーン中佐
- ボブ・ニューハート：メイジャー少佐
- アンソニー・パーキンス：従軍牧師タプマン（吹替：納谷六朗）
- ポーラ・プレンティス：ダケット看護婦
- マーティン・シーン：ドブス
- ジョン・ヴォイト：マイロ・マインダーバインダー中尉（吹替：青野武）
- オーソン・ウェルズ：ドリードル将軍（吹替：塩見竜介）
- ボブ・バラバン：オーア大尉
- スザンヌ・ベントン（英語版）：ドリードル将軍の側近
- ノーマン・フェル：トーサー軍曹
- チャールズ・グローディン：アーフィー（アードヴァーク大尉）
- オースティン・ペンドルトン：ムーダス
- ジョン・コークス（英語版）：スノーデン
- コリン・ウィルコックス・ホーン（英語版）：医師
- ブルース・カービー：医師
- ジャック・ライリー（英語版）：医師
- マルセル・ダリオ：娼館の老主
- エヴィ・マルタリアーティ（イタリア語版）：娼館の老女
- オリンピア・カルリージ（英語版）：ルチアナ
- エリザベス・ウィルソン：負傷兵の母
- リチャード・リバティーニ：負傷兵の兄
- ライアム・ダン（英語版）：負傷兵の父
- ジナ・ロベール（イタリア語版）：ネイトリーの彼女

※日本語吹替：テレビ版・初回放送1975年4月24日『木曜洋画劇場』

### 作品の評価
Rotten Tomatoesによれば、30件の評論のうち高評価は80%にあたる24件で、平均点は10点満点中7.2点、批評家の一致した見解は「『キャッチ22』は、面白く混沌とした狙いを武力紛争の狂気に定め、素晴らしいキャストと、バック・ヘンリーとマイク・ニコルズの知的で笑える働きによって支えられている。」となっている。
Metacriticによれば、11件の評論のうち、高評価は5件、賛否混在は6件、低評価はなく、平均点は100点満点中70点となっている。